# Ieke van den Burg
Hendrika Cornelia Johanna (Ieke) van den Burg (* 6. März 1952 in Apeldoorn; † 28. September 2014) war eine niederländische Politikerin (PvdA).
Van den Burg arbeitete in der grafischen Industrie und hatte mehrere Tätigkeiten bei der Federatie Nederlandse Vakbeweging inne, unter anderem auch im Frauensekretariat. Sie gehörte von 1999 bis 2009 dem Europäischen Parlament an. Dort war sie vor allem für Wirtschaftsfragen sowie für den Verbraucherschutz zuständig. Ferner wurde sie 2000 stellvertretendes Mitglied des Konvents für die Charta der Grundrechte der Europäischen Union. Auf Vorschlag der Arbeitnehmervertretung des Unternehmens gehörte sie zudem von 2005 bis zu ihrem Tod 2014 dem Aufsichtsrat von ASML an. Nach ihrer Zeit im Europäischen Parlament war sie von 2010 bis 2014 unter anderem Vorsitzende der Fair Wear Foundation sowie von 2011 bis 2014 Gründungsvorsitzende der NGO Finance Watch. Darüber hinaus gehörte sie von 2011 bis 2014 dem Beratenden Wissenschaftlichen Ausschuss des Europäischen Ausschuss für Systemrisiken (ESRB) an. Zu ihrem Gedenken stiftete der ESRB nach ihrem Tod den Ieke-van-den-Burg-Preis für Forschungsbeiträge von Nachwuchswissenschaftlern, die für den ESRB von Belang sind, der seit 2015 jährlich vergeben wird.